# Mount Fitzsimmons (British Columbia)
Der Mount Fitzsimmons ist ein 2603 m hoher Berg mit einem vergletscherten Gipfel und einer Schartenhöhe von 133 m im Südwesten der kanadischen Provinz British Columbia, im Squamish-Lillooet Regional District.

## Geographie
Der Mount Fitzsimmons liegt in den Garibaldi Ranges der Coast Mountains im Garibaldi Provincial Park. Sein Gipfel ist der dritthöchste Punkt in der Fitzsimmons Range, einer Teilkette der Garibaldi Ranges. Er liegt 15 km südöstlich von Whistler. Der nächsthöhere Berg ist der Mount Benvolio (2613 m), 0,5 km westsüdwestlich. Beide gehören zum Massiv des Overlord Mountain (2625 m). Der Diavolo Glacier erstreckt sich bis unterhalb der Südostflanke des Gipfels, und der Fitzsimmons Glacier bedeckt die Nordwesthänge. Die Abflüsse der Niederschläge vom Berg und das Schmelzwasser seiner Gletscher fließen in Zuflüsse des Cheakamus River.

## Geschichte
Die Erstbesteigung wurde am 19. August 1924 von einer Seilschaft des British Columbia Mountaineering Club ausgeführt. Der Berg wurde nach dem Prospektor James Fitzsimmons benannt, der einen Pfad entlang des Fitzsimmons Creek anlegte, um Gerätschaften zu einer kleinen Kupfermine zu transportieren, die er ausrüstete und in der er arbeitete. Der Name wurde am 2. September 1930 vom Geographical Names Board of Canada offiziell anerkannt.

## Klima
In Bezug auf die Klimaklassifikation nach Köppen und Geiger herrscht am Mount Fitzsimmons ein Westseiten-Seeklima. Die meisten Wetterfronten stammen vom Pazifik und bewegen sich ostwärts auf die Coast Mountains zu, wo sie durch die Berge zum Aufsteigen (Windstau) gezwungen werden, was wiederum dazu führt, dass die enthaltene Feuchtigkeit in Form von Regen oder Schnee abgegeben wird. Im Ergebnis führt das zu hohen Niederschlägen in den Coast Mountains, insbesondere zu starken Schneefällen im Winter. Die Temperaturen können unter −20 °C fallen, unter Berücksichtigung von Windchill-Einfluss unter −30 °C. Die Monate Juli bis September bieten die besten Wetterbedingungen für einen Aufstieg.

## Kletterrouten
Folgende Kletterrouten sind am Mount Fitzsimmons etabliert:
- Südseite – YDS-Klasse 2–3 – erstmals begangen 1924
- Westgrat – YDS-Klasse 3 – erstmals begangen 1964
- Nordseite – YDS-Klasse 3 – erstmals begangen 1981